# Julia Bond
Julia Bond, née le 26 février 1987 à Long Beach, est une actrice pornographique américaine.

## Biographie
Elle a commencé sa carrière à tout juste dix-huit ans, en 2005, avec un succès immédiat. Elle a d'ailleurs été surnommée la Box Cover Queen pour avoir figuré sur les jaquettes de très nombreux DVD à l'été de cette année.
Le 18 mai 2005, elle est interviewée par Jay Leno dans The Tonight Show sur sa carrière dans le X et en 2006, elle apparait également l'émission de télé-réalité My Bare Lady (en).
C'est lors du Jerry Springer Show du 26 juillet 2006, qu'elle aurait révélé à sa mère, ignorant jusqu'alors la nature de sa profession, qu'elle a fait "entre 45 et 50 tournages en un an".
Julia Bond est aisément reconnaissable à ses nombreux tatouages et piercings, notamment les deux pattes de chat qu'elle arbore sur sa poitrine et le "Daddys little girl" sur sa chute de reins. Elle s'est également fait tatouer une paire d'ailes d'anges dans le dos. De plus elle a désormais le ventre tatoué ainsi que la poitrine où elle arbore un portrait de Marilyn Monroe. Elle a désormais un tatouage dans le cou, sur la joue et sur quasiment l'ensemble du bras gauche. Elle a les deux mollets tatoués.
En plus de sa profession, Julia Bond a collaboré a une compilation de R'n'B réalisée par DJ Bijal et dénommée "Sex Sells". Elle apparaît d'ailleurs sur six morceaux de cet album.
Dans sa volonté d'être proche de ses fans, et en outre de son site officiel et de son blog, Julia Bond lance, dès le 26 juin 2006, une page YouTube où elle communique régulièrement avec ses admirateurs par le biais de petites vidéos.
Alors qu'elle avait arrêté sa carrière d'actrice pornographique trois ans auparavant pour se consacrer à différents projets ainsi qu'à sa fille, le 2 janvier 2012, elle fait un retour sur le site Brazzers, plus tatouée que jamais.

## Filmographie
1. 2 Chicks Same Time 4 (2009)
2. A Shot to the Mouth (2009)
3. Fox Holes (2009)
4. Pornstars Like It Big 5 (2009)
5. Ass Stretchers POV (2008)
6. Blown Away (2008)
7. Lazos de Amor: The Ropes of Love (2008)
8. Load Warriors (2008)
9. The Creamery 3 (2008)
10. Fantasy All-Stars #5 (2007)
11. Diary of a Nanny (2007)
12. Fantasy All-Stars 4 (2007)
13. Ashlynn & Friends 2 (2007)
14. Ass Stretchers POV (2007)
15. Ass Worship 10 (2007)
16. Big Wet Asses 11 (2007)
17. Bubble Butt Bonanza 10 (2007)
18. Buttworx (2007)
19. Celebusluts (2007)
20. Cum Buckets! 7 (2007)
21. Her Deep Dark Secret 4 (2007)
22. Leztravaganza! (2007)
23. Lipstick Lesbian Orgy 2 (2007)
24. Naughty America 4 Her (2007)
25. Orgy World: The Next Level 11 (2007)
26. Plump Round Rumps (2007)
27. Shorty's Outtakes (2007)
28. The Ties That Bind 2 (2007)
29. American Daydreams 3 (2006)
30. Big Booty White Girls 4 (2006)
31. Ass Masterpiece, Vol. 3 (2006)
32. Bachelor Party Fuckfest! (2006)
33. Best of Blackzilla (2006)
34. Big Booty Revenge 2 (2006)
35. Black Owned (2006)
36. Cum on in 3 (2006)
37. Finger Licking Good 3 (2006)
38. Load Sharing (2006)
39. Lucky Lesbians 1 (2006)
40. My Sister's Hot Friend 3 (2006)
41. Nasty Girls Wide Open (2006)
42. SoCal Coeds 3 (2006)
43. Spunk'd 5 (2006)
44. The Adventures of Shorty Mac 3 (2006)
45. Who's Your Daddy? 8 (2006)
46. First Offense 13 (2005)
47. Hellcats 8 (2005)
48. Fishnets 3 (2005)
49. Big Cock Seductions 23 (2005)
50. Stranded Teens (2005)
51. Double Play 3 (2005)
52. 2 Young to Fall in Love (2005)
53. Young as They Cum 18 (2005)
54. Craving Big Cocks 7 (2005)
55. Teen Dreams 11 (2005)
56. Young as They Cum 17 (2005)
57. Bangin' White Hos (2005)
58. Big and Bouncy 2 (2005)
59. Big Booty White Girls 3 (2005)
60. Big Bubble-Butt Cheerleaders (2005)
61. Blow Me Sandwich 8 (2005)
62. DarkSide (2005)
63. Face Blasters! 3 (2005)
64. Fine Ass Bitches 2 (2005)
65. Girl Crazy 6 (2005)
66. Girlvana (2005)
67. Hand to Mouth 2 (2005)
68. I Can't Believe I Took the Whole Thing (2005)
69. In Your Mouth and on Your Face 2 (2005)
70. Iron Head 6 (2005)
71. Jenna Does Carmen (2005)
72. Jungle Love 5: Interracial Game (2005)
73. My Daughter's Fucking Blackzilla! 1 (2005)
74. Nuttin' Hunnies 2 (2005)
75. Playgirl: Surrender to Lust (2005)
76. POV Casting Couch 6 (2005)
77. POV Fantasy 3 (2005)
78. The 4 Finger Club 22 (2005)
79. This Butt's 4U (2005)
80. Two Dicks for Every Chick! (2005)
81. Watch Me Cum (2005)
82. Wet, Detailed & Nailed (2005)
83. What an Ass! (2005)